# Çatak, Nazilli
Çatak là một xã thuộc huyện Nazilli, tỉnh Aydın, Thổ Nhĩ Kỳ. Dân số thời điểm năm 2010 là 174 người.